# سیارک ۳۴۷۷۹
سیارک ۳۴۷۷۹ (به انگلیسی: 34779 Chungchiyung، نامگذاری:2001RW11) سی و چهار هزار و هفتصد و هفتاد و نهمین سیارک کشف شده‌است که در ۱۰ سپتامبر ۲۰۰۱ کشف شد.